# Kolarstwo na Letnich Igrzyskach Olimpijskich 2016 – sprint drużynowy mężczyzn
Sprint drużynowy mężczyzn podczas Letnich Igrzysk Olimpijskich 2016 rozegrany został 11 sierpnia na torze Rio Olympic Velodrome w Rio de Janeiro.

## Terminarz
Czas w Rio de Janeiro (UTC-3:00)
| Data             | Godzina |                |
| ---------------- | ------- | -------------- |
| 11 sierpnia 2016 | 16:00   | Eliminacje     |
| 11 sierpnia 2016 | 17:10   | Pierwsza runda |
| 11 sierpnia 2016 | 18:21   | Finały         |

## Wyniki

### Eliminacje
Osiem najszybszych drużyn awansowała do pierwszej rundy.  
| Pozycja | Państwo          | Zawodnicy                                        | Wynik  | Uwagi |
| ------- | ---------------- | ------------------------------------------------ | ------ | ----- |
| 1.      | Wielka Brytania  | Philip Hindes Jason Kenny Callum Skinner         | 42,562 | Q,    |
| 2.      | Nowa Zelandia    | Edward Dawkins Ethan Mitchell Sam Webster        | 42,673 | Q     |
| 3.      | Australia        | Nathan Hart Matthew Glaetzer Patrick Constable   | 43,158 | Q     |
| 4.      | Francja          | Grégory Baugé Michaël D’Almeida François Pervis  | 43,185 | Q     |
| 5.      | Polska           | Krzysztof Maksel Rafał Sarnecki Damian Zieliński | 43,297 | Q     |
| 6.      | Holandia         | Theo Bos Jeffrey Hoogland Nils van T`Hoenderdall | 43,688 | Q     |
| 7.      | Niemcy           | Joachim Eilers René Enders Maximilian Levy       | 43,711 | Q     |
| 8.      | Wenezuela        | Hersony Canelon Cesar Marcano Angel Pulgar       | 44,263 | Q     |
| 9.      | Korea Południowa | Son Je-yong Im Chae-bin Kang Dong-jin            | DSQ    | DSQ   |

### Pierwsza runda
W pierwszej rundzie podział na poszczególne wyścigi odbył się na podstawie kwalifikacji i odbył się według zasady:

Wyścig 1 : 4 drużyna kwalifikacji z 5 drużyną kwalifikacji

Wyścig 2 : 3 drużyna kwalifikacji z 6 drużyną kwalifikacji

Wyścig 3 : 2 drużyna kwalifikacji z 7 drużyną kwalifikacji

Wyścig 4 : 1 drużyna kwalifikacji z 8 drużyną kwalifikacji
Zwycięzcy wyścigów zgodnie z osiągniętymi czasami awansowali do wyścigów o medale (dwaj pierwsi o złoty medal dwaj pozostali o medal brązowy). Pozostałe drużyny zostały sklasyfikowane na podstawie uzyskanych czasów.
| Pozycja | Wyścig | Kraj            | Zawodnik                                         | Wynik  | Uwagi |
| ------- | ------ | --------------- | ------------------------------------------------ | ------ | ----- |
| 1.      | 3      | Nowa Zelandia   | Edward Dawkins Ethan Mitchell Sam Webster        | 42,536 | Q     |
| 2.      | 4      | Wielka Brytania | Philip Hindes Jason Kenny Callum Skinner         | 42,640 | Q     |
| 3.      | 1      | Francja         | Grégory Baugé Michaël D’Almeida François Pervis  | 43,153 | Q     |
| 4.      | 2      | Australia       | Nathan Hart Matthew Glaetzer Patrick Constable   | 43,166 | Q     |
| 5.      | 3      | Niemcy          | Joachim Eilers René Enders Maximilian Levy       | 43,455 |       |
| 6.      | 2      | Holandia        | Theo Bos Jeffrey Hoogland Nils van T`Hoenderdall | 43,552 |       |
| 7.      | 1      | Polska          | Krzysztof Maksel Rafał Sarnecki Damian Zieliński | 43,555 |       |
| 8.      | 4      | Wenezuela       | Hersony Canelon Cesar Marcano Angel Pulgar       | 44,486 |       |

## Finały

### Runda medalowa
| Wyścig          | Kraj            | Zawodnik                                        | Czas   | Pozycja |
| --------------- | --------------- | ----------------------------------------------- | ------ | ------- |
| o złoty medal   | Wielka Brytania | Philip Hindes Jason Kenny Callum Skinner        | 42,440 | złoto   |
| o złoty medal   | Nowa Zelandia   | Edward Dawkins Ethan Mitchell Sam Webster       | 42,542 | srebro  |
| o brązowy medal | Francja         | Grégory Baugé Michaël D’Almeida François Pervis | 43,143 | brąz    |
| o brązowy medal | Australia       | Nathan Hart Matthew Glaetzer Patrick Constable  | 43,298 | 4.      |